# India az 1972. évi nyári olimpiai játékokon
India az NSZK-beli Münchenben megrendezett 1972. évi nyári olimpiai játékok egyik részt vevő nemzete volt. Az országot az olimpián 7 sportágban 41 sportoló képviselte, akik összesen 1 érmet szereztek.

## Érmesek
| Érem  | Versenyző | Sportág   | Versenyszám |
| ----- | --- | --------- | ----------- |
| Bronz | Nemzeti válogatott Govinda Billimogaputtaswamy Charles Cornelius Manuel Frederick Michael Kindo Ashok Kumar Galesh Mollerapoovayya Krishnamurthy Perumal Ajitpal Singh Harbinder Singh Harcharan Singh Harmik Singh Kulwant Singh Mukhbain Singh Varinder Singh | Gyeplabda | Férfi       |

## Atlétika
Férfi
| Versenyző       | Versenyszám | Előfutam | Előfutam | Előfutam | Elődöntő | Elődöntő | Elődöntő | Döntő   | Döntő    |
| Versenyző       | Versenyszám | Idő      | Hely.    | Össz.    | Idő      | Hely.    | Össz.    | Idő     | Helyezés |
| --------------- | ----------- | -------- | -------- | -------- | -------- | -------- | -------- | ------- | -------- |
| Sri Ram Singh   | 800 m       | 1:47,72  | 4.       | 13.      | kiesett  | kiesett  | kiesett  | kiesett | kiesett  |
| Edward Sequeira | 5000 m      | 14:01,4  | 11.      | 38.      |          |          |          | kiesett | kiesett  |

| Versenyző           | Versenyszám   | Selejtező                | Selejtező                | Döntő    | Döntő    |
| Versenyző           | Versenyszám   | Eredmény                 | Helyezés                 | Eredmény | Helyezés |
| ------------------- | ------------- | ------------------------ | ------------------------ | -------- | -------- |
| Suresh Babu         | Magasugrás    | 190 cm                   | 40.                      | kiesett  | kiesett  |
| Mohinder Singh Gill | Távolugrás    | 730 cm                   | 30.                      | kiesett  | kiesett  |
| Mohinder Singh Gill | Hármasugrás   | érvényes kísérlet nélkül | érvényes kísérlet nélkül | kiesett  | kiesett  |
| Jugraj Singh        | Súlylökés     | 17,15 m                  | 26.                      | kiesett  | kiesett  |
| Praveen Kumar       | Diszkoszvetés | 53,12 m                  | 26.                      | kiesett  | kiesett  |

| Versenyző           | Versenyszám | 100 m | 100 m | Távolugrás | Távolugrás | Súlylökés | Súlylökés | Magasugrás | Magasugrás | 400 m | 400 m | 110 m gát | 110 m gát | Diszkoszvetés | Diszkoszvetés | Rúdugrás | Rúdugrás | Gerelyhajítás | Gerelyhajítás | 1500 m | 1500 m | Végeredmény | Végeredmény |
| Versenyző           | Versenyszám | Idő   | Pont  | Eredmény   | Pont       | Eredmény  | Pont      | Eredmény   | Pont       | Idő   | Pont  | Idő       | Pont      | Eredmény      | Pont          | Eredmény | Pont     | Eredmény      | Pont          | Idő    | Pont   | Pont        | Helyezés    |
| ------------------- | ----------- | ----- | ----- | ---------- | ---------- | --------- | --------- | ---------- | ---------- | ----- | ----- | --------- | --------- | ------------- | ------------- | -------- | -------- | ------------- | ------------- | ------ | ------ | ----------- | ----------- |
| Vijay Singh Chauhan | Tízpróba    | 11,35 | 721   | 692 cm     | 804        | 14,42 m   | 754       | 180 cm     | 680        | 49,89 | 810   | 15,01     | 847       | 45,18 m       | 785           | 370 cm   | 728      | 56,34 m       | 716           | 4:38,6 | 533    | 7378        | 17.         |

Női
| Versenyző       | Versenyszám | Előfutam | Előfutam | Előfutam | Negyeddöntő | Negyeddöntő | Negyeddöntő | Elődöntő | Elődöntő | Elődöntő | Döntő   | Döntő    |
| Versenyző       | Versenyszám | Idő      | Hely.    | Össz.    | Idő         | Hely.       | Össz.       | Idő      | Hely.    | Össz.    | Idő     | Helyezés |
| --------------- | ----------- | -------- | -------- | -------- | ----------- | ----------- | ----------- | -------- | -------- | -------- | ------- | -------- |
| Kamaljit Sandhu | 400 m       | 57,74    | 8.       | 47.      | kiesett     | kiesett     | kiesett     | kiesett  | kiesett  | kiesett  | kiesett | kiesett  |

## Birkózás
Szabadfogású
| Versenyző              | Versenyszám | 1. forduló                          | 2. forduló                                      | 3. forduló                            | 4. forduló                         | 5. forduló                        | 6. forduló                      | 7. forduló                         | Döntő             | Helyezés    |
| Versenyző              | Versenyszám | Ellenfél Eredmény                   | Ellenfél Eredmény                               | Ellenfél Eredmény                     | Ellenfél Eredmény                  | Ellenfél Eredmény                 | Ellenfél Eredmény               | Ellenfél Eredmény                  | Ellenfél Eredmény | Helyezés    |
| ---------------------- | ----------- | ----------------------------------- | ----------------------------------------------- | ------------------------------------- | ---------------------------------- | --------------------------------- | ------------------------------- | ---------------------------------- | ----------------- | ----------- |
| Adkar Maruti           | 48 kg       | Roman Dmitrijev (URS) · kétvállas   | Csang Dongnjong (Jang Dok-Ryong) (PRK) · 3-1    | kiesett                               | kiesett                            |                                   |                                 |                                    | kiesett           | helyezetlen |
| Sudesh Kumar           | 52 kg       | Ali Rıza Alan (TUR) · 1-3           | Kim Jongdzsun (Kim Yeong-jun) (KOR) · kétvállas | Florentino Martínez (MEX) · kétvállas | Gál Henrik (HUN) · kétvállas       | Kató Kijomi (JPN) · 3-1           | Arszen Alahvergyiev (URS) · 3-1 |                                    | kiesett           | 4.          |
| Prem Nath              | 57 kg       | Raymond Barry (AUS) · kétvállas     | Luis Fuentes (GUA) · 1-3                        | Ghulam Sideer (AFG) · kétvállas       | Eduardo Maggiolo (ARG) · kétvállas | Richard Sanders (USA) · kétvállas | erőnyerő                        | Janagida Hideaki (JPN) · kétvállas | kiesett           | 4.          |
| Satpal Singh           | 62 kg       | Zdzisław Stolarski (POL) · 1-3      | Vehbi Akdağ (TUR) · kétvállas                   | Joseph Burge (GUA) · 3-1              | kiesett                            | kiesett                           | kiesett                         |                                    | kiesett           | helyezetlen |
| Jagrup Singh           | 68 kg       | Tsedendambyn Natsagdorj (MGL) · 3-1 | Eliezer Halfin (ISR) · 3-1                      | kiesett                               | kiesett                            |                                   |                                 |                                    | kiesett           | helyezetlen |
| Mukhtiar Singh         | 74 kg       | Bruce Akers (AUS) · 1-3             | Daniel Robin (FRA) · kétvállas                  | Ludovic Ambruş (ROU) · kétvállas      | kiesett                            | kiesett                           | kiesett                         |                                    | kiesett           | helyezetlen |
| Harishchandra Birajdar | 82 kg       | David Aspin (NZL) · kizárták        | Szaszaki Tacuo (JPN) · kétvállas                | kiesett                               | kiesett                            | kiesett                           | kiesett                         |                                    | kiesett           | helyezetlen |
| Chandgi Ram            | 90 kg       | George Saunders (CAN) · kétvállas   | Gennagyij Sztrahov (URS) · kétvállas            | kiesett                               | kiesett                            | kiesett                           | kiesett                         |                                    | kiesett           | helyezetlen |

## Gyeplabda
| Indiai férfi gyeplabdacsapat-játékoskeret | Indiai férfi gyeplabdacsapat-játékoskeret                                                                            |
| --- | --- |
| - Govinda Billimogaputtaswamy - Charles Cornelius - Manuel Frederick - Michael Kindo - Ashok Kumar - Galesh Mollerapoovayya - Krishnamurthy Perumal | - Ajitpal Singh - Harbinder Singh - Harcharan Singh - Harmik Singh - Kulwant Singh - Mukhbain Singh - Varinder Singh |

### Eredmények
Csoportkör
B csoport
| Csapat               | M | Gy | D | V | G+ | G– | Gk  | P  |
| -------------------- | - | -- | - | - | -- | -- | --- | -- |
| India (IND)          | 7 | 5  | 2 | 0 | 25 | 8  | +17 | 12 |
| Hollandia (NED)      | 7 | 5  | 1 | 1 | 20 | 9  | +11 | 11 |
| Nagy-Britannia (GBR) | 7 | 4  | 1 | 2 | 15 | 10 | +5  | 9  |
| Ausztrália (AUS)     | 7 | 3  | 2 | 2 | 18 | 8  | +10 | 8  |
| Új-Zéland (NZL)      | 7 | 2  | 3 | 2 | 16 | 11 | +5  | 7  |
| Lengyelország (POL)  | 7 | 2  | 2 | 3 | 12 | 12 | 0   | 6  |
| Kenya (KEN)          | 7 | 1  | 1 | 5 | 8  | 17 | –9  | 3  |
| Mexikó (MEX)         | 7 | 0  | 0 | 7 | 1  | 40 | –39 | 0  |

| 1972. augusztus 27. | India (IND) | 1 – 1   | Hollandia (NED) |  |
| 1972. augusztus 27. | Kumar       | (1 – 1) | Zweerts         |  |

| 1972. augusztus 28. | India (IND)                         | 5 – 0   | Nagy-Britannia (GBR) |  |
| 1972. augusztus 28. | Mukhbain Singh 3 Kindo Harmik Singh | (4 – 0) |                      |  |

| 1972. augusztus 30. | Ausztrália (AUS) | 1 – 3   | India (IND)      |  |
| 1972. augusztus 30. | Mason            | (1 – 2) | Mukhbain Singh 3 |  |

| 1972. augusztus 31. | India (IND)                      | 2 – 2   | Lengyelország (POL) |  |
| 1972. augusztus 31. | Harmik Singh Billimogaputtaswamy | (1 – 0) | Ziaja 2             |  |

| 1972. szeptember 2. | India (IND)                   | 3 – 2   | Kenya (KEN) |  |
| 1972. szeptember 2. | Mukhbain Singh 2 Harmik Singh | (0 – 1) | Deegan 2    |  |

| 1972. szeptember 3. | India (IND)                                                    | 8 – 0   | Mexikó (MEX) |  |
| 1972. szeptember 3. | Kulwant Singh 3 Kumar 2 Harmik Singh Kindo Billimogaputtaswamy | (4 – 0) |              |  |

| 1972. szeptember 4. | India (IND)                         | 3 – 2   | Új-Zéland (NZL)   |  |
| 1972. szeptember 4. | Kulwant Singh Mollerapoovayya Kindo | (1 – 1) | B. Maister Dayman |  |

Elődöntő
| 1972. szeptember 8. | Pakisztán (PAK) | 2 – 0   | India (IND) |  |
| 1972. szeptember 8. | Rehman Sheikh   | (2 – 0) |             |  |

Bronzmérkőzés
| 1972. szeptember 10. | Hollandia (NED) | 1 – 2   | India (IND)                        |  |
| 1972. szeptember 10. | Kruize          | (1 – 1) | Billimogaputtaswamy Mukhbain Singh |  |

| Csapat      | Helyezés |
| ----------- | -------- |
| India (IND) |          |

## Ökölvívás
| Versenyző             | Versenyszám  | Selejtező         | 32-es főtábla                    | Nyolcaddöntő              | Negyeddöntő       | Elődöntő          | Döntő             | Helyezés |
| Versenyző             | Versenyszám  | Ellenfél Eredmény | Ellenfél Eredmény                | Ellenfél Eredmény         | Ellenfél Eredmény | Ellenfél Eredmény | Ellenfél Eredmény | Helyezés |
| --------------------- | ------------ | ----------------- | -------------------------------- | ------------------------- | ----------------- | ----------------- | ----------------- | -------- |
| Chander Narayanan     | Légsúly      | erőnyerő          | Leszek Błażyński (POL) · 2-3     | kiesett                   | kiesett           | kiesett           | kiesett           | 17.      |
| Muniswamy Venu        | Könnyűsúly   | erőnyerő          | Neville Cole (GBR) · RSC         | Samuel Mbugua (KEN) · 0-5 | kiesett           | kiesett           | kiesett           | 9.       |
| Nghlhav Mehtabs Singh | Félnehézsúly |                   | Waldemar de Oliveira (BRA) · 0-5 | kiesett                   | kiesett           | kiesett           | kiesett           | 17.      |

## Sportlövészet
Nyílt
| Versenyző            | Versenyszám       | Pont | Helyezés |
| -------------------- | ----------------- | ---- | -------- |
| Prithipal Chatterjee | Sportpuska, fekvő | 572  | 95.      |
| Roy Choudhury        | Sportpuska, fekvő | 567  | 99.      |
| Randhir Singh        | Trap              | 173  | 44.      |
| Karni Singh          | Trap              | 180  | 34.      |
| Karni Singh          | Skeet             | 186  | 36.      |

## Súlyemelés
| Versenyző   | Versenyszám | Nyomás   | Nyomás   | Szakítás | Szakítás | Lökés    | Lökés    | Összesen | Helyezés |
| Versenyző   | Versenyszám | Eredmény | Helyezés | Eredmény | Helyezés | Eredmény | Helyezés | Összesen | Helyezés |
| ----------- | ----------- | -------- | -------- | -------- | -------- | -------- | -------- | -------- | -------- |
| Anil Mondal | 52 kg       | 95,0     | 12.      | 85,0     | 15.      | 117,5    | 9.       | 297,5    | 11.      |

## Vitorlázás
Nyílt
| Versenyző                                    | Versenyszám     | Futam  | Futam | Futam | Futam  | Futam | Futam | Futam | Pontszám | Helyezés |
| Versenyző                                    | Versenyszám     | 1      | 2     | 3     | 4      | 5     | 6     | 7     | Pontszám | Helyezés |
| -------------------------------------------- | --------------- | ------ | ----- | ----- | ------ | ----- | ----- | ----- | -------- | -------- |
| Tehmasp Rustom Mogul                         | Finn dingi      | 37,0   | 40,0  | 36,0  | (41,0) | 36,0  | 41,0  | 40,0  | 230,0    | 34.      |
| Ahmed Abdul Basith Sohrab Janshed Contractor | Repülő hollandi | (35,0) | 34,0  | 35,0  | 31,0   | 35,0  | 33,0  | 33,0  | 201,0    | 29.      |